# Skol Lager Individual
Het Skol Lager Individual, oorspronkelijk bekend als het Double Diamond Strokeplay, was een golftoernooi van de Europese PGA Tour dat werd gespeeld van 1974 tot en met 1977.

## Geschiedenis
De editie van 1977 werd op 16 en 17 augustus gespeeld op de King's Course van Gleneagles. Het bestond uit 36 holes en er deden 51 spelers aan mee. Het toernooi eindigde in een play-off tussen Crailg Defoy uit Wales, Chris Witcher uit de Verenigde Staten en Nick Faldo, die de play-off won.

## Winnaars
| Jaar | Winnaar    | Score | Score |
| ---- | ---------- | ----- | ----- |
| 1977 | Nick Faldo | 139   | -1    |